# Malik Azmani
Malik Azmani (ur. 20 stycznia 1976 w Heerenveen) – holenderski polityk i prawnik, działacz Partii Ludowej na rzecz Wolności i Demokracji (VVD), deputowany krajowy, poseł do Parlamentu Europejskiego IX i X kadencji.

## Życiorys
Syn Marokańczyka i Holenderki z Fryzji. Absolwent prawa na Uniwersytecie w Groningen (2000). W latach 2001–2009 pracował na różnych stanowiskach w Immigratie- en Naturalisatiedienst, rządowej agencji zajmującej się sprawami imigrantów. Później przez rok był urzędnikiem w resorcie sprawiedliwości. Członek Partii Ludowej na rzecz Wolności i Demokracji. W 2010 został radnym miejscowości Ommen. W tym samym roku uzyskał mandat posła do Tweede Kamer, niższej izby Stanów Generalnych. Z powodzeniem ubiegał się o reelekcję w wyborach w 2012 i 2017. Został też rzecznikiem VVD do spraw imigracji, azylu i integracji.
W październiku 2018 wybrano go na lijsttrekkera partii (osobę z numerem 1. na liście wyborczej) w zaplanowanych na maj 2019 wyborach europejskich. W wyniku tego głosowania uzyskał mandat posła do Parlamentu Europejskiego IX kadencji. W styczniu 2024 był tymczasowym przewodniczącym liberalnej frakcji Odnówmy Europę. W wyborach europejskich w 2024 z powodzeniem ubiegał się o reelekcję.